# Sýbotas
Sýbotas (starořecky: Συβότας) je v řecké mytologii syn a nástupce messénskeho krále Dótada. z rodu Aipytidů. Vládl v 9. století před Kristem.
Podle antického autora Pausania převzal Sýbotas královské žezlo v Messénii po svém otci Dótadovi. Během své vlády zavedl každoroční oběť messénskeho krále říčnímu bohu Pamisovi, konanou na břehu stejnojmenné řeky. Oběť se konala na počest hrdiny Euryta ve městě Andania. Nástupcem Sýbota se stal jeho syn Fintas.